# Pretty Guardian Sailor Moon
Pretty Guardian Sailor Moon (orig. Bishōjo Senshi Sailor Moon (美少女戦士セーラームーン Bishōjo Senshi Sērā Mūn) är en japansk spelfilms-tv-serie, baserad på mangan och animen Sailor Moon. 

## Handling
Handlingen är en blandning av såväl animen som mangan med nya detaljer. Maskerade Rosen kastar till exempel inte rosor, och Hjältinnornas högkvarter (som bara nämnts i mangan) finns nu med. En annan stor skillnad är att katterna Luna och Artemis har bytts ut mot två gosedjurs-katter. Hjältinnorna har också blivit mer moderna, med förvandlingsmobiler med mera.